# Park Narodowy Bale
Park Narodowy Bale (Balie) – park narodowy w Etiopii, założony w 1969 roku w zachodniej części Wyżyny Somalijskiej. Zajmuje powierzchnię około 2200 km². W 2023 roku został wpisany na listę światowego dziedzictwa UNESCO.
Park obejmuje tereny silnie porozcinanego dolinami rzek masywu Gór Bale, z najwyższym szczytem Batu (4307 m n.p.m.).

## Flora
Na terenie parku występuje piętrowy układ roślinności. Najniżej rosną lasy z zastrzalinem i oliwką afrykańską, wyżej rosną lasy, gdzie dominuje Hagenia abyssinica (kosso), a na szczytach rozciągają się wrzosowiska i łąki wysokogórskie.

## Fauna
W parku występują między innymi zające wyżynne, antylopy niala górska, szakale złociste, szakale etiopskie – kaberu, gereza abisyńska oraz liczne gatunki ptaków.